# بنك النيل
بنك النيل للتجارة والتنمية هو مصرف سوداني تأسس عام 1982 باسم "بنك التنمية التعاوني الإسلامي" بيد أنه باشر أعماله المصرفية في يونيو 1983.
في عام 2001 تم تحويل المصرف إلى شركة مساهمة عامة وفقاً لقانون الشركات السوداني للعام 1925، مما أتاح لإمكانية طرح أسهمه في سوق الخرطوم للأوراق المالية. وفي فبراير 2013 أعلن مجلس إدارة بنك التنمية التعاوني الإسلامي تغيير الاسم ليحمل اسم بنك النيل.

## الفروع
بنك النيل للتجارة والتنمية له عدد من الفروع منها:
1. بنك النيل فرع نيالا
2. بنك النيل فرع الموردة
3. بنك النيل فرع الخرطوم
4. بنك النيل فرع الخرطوم بحري

## موقع البنك
الموقع: الخرطوم – برج البنك الخرطوم – تقاطع شارع كلية الطب مع شارع هاشم بيه شرق كلية الصحة جامعة الخرطوم.